# La Danse ancienne et moderne
La Danse ancienne et moderne ou Traité historique de la danse est un livre de Louis de Cahusac paru en 3 volumes en 1754 à La Haye, chez Jean Neaulme.
Ce traité d'histoire et d'esthétique de la danse est le premier à considérer la danse sous ses aspects techniques, poétiques et historiques, qui va fortement influer les Lettres sur la danse de Noverre.
Cahusac va réutiliser de larges extraits de son ouvrage lors de sa participation à l'Encyclopédie de Diderot et D'Alembert.

## Contenu
- Volume 1 : la danse parmi les Anciens
- Volume 2 : continuation du même sujet jusqu'au XVIIe siècle
- Volume 3 : continuation du même sujet et opinions sur le « ballet d'action », sur Marie Sallé, sur Jean-Baptiste Dehesse, sur les règles chorégraphiques.

## Éditions
- La Danse ancienne et moderne ou Traité historique de la danse, La Haye, Jean Neaulme, 1754, 3 vol.
- Réimpression Genève, éditions Slatkine, 1971, 3 tomes en 1 volume.
- La Danse ancienne et moderne ou Traité historique de la danse, Paris, Desjonquères, Centre national de la danse, 2004.